# Dov Ber de Mezeritch
Dov Ber de Mezeritch (em hebraico דוב בער ממזריטש)
(1710–1772) foi um discípulo do Baal Shem Tov, fundador do Judaísmo Hassídico, e foi seu sucessor como líder do movimento. É visto como o primeiro expoente sistemático da filosofia mística subjacente dos ensinamentos de Baal Shem Tov, e através dos seus ensinamentos e de sua liderança, o principal criador do movimento . Ele se estabeleceu em Mezhirichi (na Volynia), o que fez o centro do Hassidismo se mudar de Medzhybizh (in Podolia), onde ele se concentrou no crescimento de um círculo fechado de valorosos discípulos, que disseminaram o movimento.
Após seu morte,  essa terceira geração de liderança, evitando a liderança unificada das duas primeiras gerações, estabeleceu suas próprias interpretações e se disseminou através das já citadas regiões da Europa Central e rapidamente espalhou o Hassidismo pela  Ucrânia, seguindo em direção à Polônia, à Galícia e à Rússia.
Os seus ensinamentos aparecem nas obras Magid Devarav L'Yaakov, Or Torah, Likutim Yekarim, Or Ha'emet, Kitvei Kodesh, Shemuah Tovah, e nos trabalhos escritos por seus  discípulos. Seu círculo interno de discípulos, conhecido como Chevraia Kadisha ("Santa Irmandade"), incluía, além de seu filho Avraham HaMalach, Shneur Zalman de Liadi.